# ناوشکن کلاس میرابلو
دیسترویر کلاس میرابلو (به انگلیسی: Mirabello-class destroyer) یک کلاس از کشتی است که طول آن ۱۰۳٫۷۵ متر (۳۴۰ فوت ۵ اینچ) می‌باشد.